# 圆台

一个圆台（截頂圓錐）

一个圆台（截頂圓錐）

圓台，又稱截頂圓錐、圓亭，是几何学中研究的一类三维形体，指一个圆锥被平行于它的底面的一个平面所截後，截面与底面之间的几何形体。截面也称为圆台的上底面，原来圆锥的底面称为下底面。随着圆锥形状不同，圆台的称呼也不相同。一般说到圆台都是指正圆台，也就是指正圆锥截出的圆台。正圆台和圆形有相同的对称结构。以下除非另作注明，“圆台”都指正圆台。

## 性质

### 体积
圆台的体积取决于两底面之间的距离（圆台的高），以及原来圆锥的体积。设{\displaystyle h}為圆台的高，{\displaystyle r}和{\displaystyle R}為棱台的上下底面半径，{\displaystyle V} 為圆台的体积。由于圆台是由一个平面截去圆锥的一部分（也就是和原来圆锥相似的一个小圆锥）得到，所以计算体积的时候，可以先算出原来圆锥的体积，再减去和它相似的小圆锥的体积。圆锥被平行于底面的平面所截时，截面圆的半径与底面半径的比，等于小圆锥和原圆锥的高的比。假设原圆锥的高是{\displaystyle H}，那么小圆锥的高是{\displaystyle H-h}。也就是说：
所以：
圆台的体积等于原圆锥体积减去小圆锥的体积：
{\displaystyle V={\frac {\pi R^{2}H}{3}}-{\frac {\pi r^{2}(H-h)}{3}}={\frac {\pi (R^{2}-r^{2})Rh}{3(R-r)}}+{\frac {\pi hr^{2}}{3}}={\frac {\pi h}{3}}\left(R^{2}+r^{2}+Rr\right)}
《九章算術》記載的圓台體積公式：「上下周相乘，又各自乘，并之，以高乘之，三十六而一。」这是将圆周率的值取为3得到的。

### 表面积
圆台的侧面展开图是一个“扇面形”，也就是两个同心扇形的差。展开图的面积，就是两个扇形的面积差，其中{\displaystyle l}是圆台的母线长度：
{\displaystyle S_{c}=\pi RL-\pi r(L-l)=\pi (R+r)l}
圆台的表面积St等于圆台的侧面积Sc加上两底的面积Su、Sd。
{\displaystyle S_{t}=S_{c}+S_{u}+S_{d}=\pi \left[R^{2}+r^{2}+(R+r)l\right].}

## 参看
- 棱台：平行于棱锥底面的平面截棱锥，截面和底面之间的部分；
- 圆锥：圆的各个切线和圆外一点所成的平面包围得到的立体。
- 平截头体：平行于锥体底面的平面截去锥体顶部后得到的几何体，分为棱台和圆台。